# Patrick Gretsch
Patrick Gretsch, né le 7 avril 1987 à Erfurt, est un coureur cycliste allemand. Professionnel de 2010 à 2016, il est durant sa carrière un spécialiste du contre-la-montre et notamment des prologues, où il compte l'ensemble de ses succès.

## Biographie
En catégorie junior, Patrick Gretsch est champion du monde du contre-la-montre en 2004, et champion d'Allemagne de cette discipline en 2004 et 2005. Sur piste, il est médaillé d'argent du championnat du monde de poursuite par équipes juniors, et médaillé de bronze de la poursuite individuelle.
En 2006, il rejoint l'équipe continentale allemande Thüringer Energie. En 2008, il remporte le Tour de Thuringe et obtient la médaille d'argent du championnat du monde du contre-la-montre espoirs. Durant cette course, il chute comme plusieurs autres coureurs à la sortie d'un tunnel. Il est devancé de 49 secondes par l'Italien Adriano Malori. En 2009, il est champion d'Allemagne de poursuite élites. Aux championnats du monde sur route, il est cette fois médaillé de bronze du contre-la-montre des moins de 23 ans, dévancé par Jack Bobridge de secondes et par Nélson Oliveira de 9 secondes.
Il intègre en 2010 la formation Team Columbia-HTC, comme deux autres coureurs de l'équipe Thüringer Energie : Tony Martin en 2008, John Degenkolb en 2011. Il finit deuxième du championnat d'Allemagne du contre-la-montre, battu de 38 secondes par Tony Martin, et devant Jens Voigt et Bert Grabsch.
En 2011, il remporte le prologue du Ster ZLM Toer, puis se classe troisième du championnat d'Allemagne du contre-la-montre, derrière Grabsch et Martin.
Pour l'année 2012, il est recruté par l'équipe Skil - Shimano qui désire renforcer son train lors des sprints massifs pour le sprinteur Marcel Kittel.
En 2014, il rejoint l'équipe française AG2R La Mondiale.
Initialement sélectionné par son équipe pour participer au Tour de France 2015, il n'est pas jugé suffisamment en forme par son encadrement technique et est remplacé par Damien Gaudin à cinq jours du départ de cette épreuve.
Sans contrat à l'issue de la saison 2016, il est contraint de mettre un terme à sa carrière. 

## Palmarès sur route

### Palmarès amateur
- 2004
  -  Champion du monde du contre-la-montre juniors
  -  Champion d'Allemagne du contre-la-montre juniors
  - 2ea étape du Tour de Basse-Saxe juniors (contre-la-montre)
  - 2e étape du Tour de Münster juniors (contre-la-montre)
  - Sint-Martinusprijs Kontich
- 2005
  -  Champion d'Allemagne du contre-la-montre juniors
  - Prologue de la Coupe du Président de la ville de Grudziądz
  - 3ea étape de la Course de la Paix juniors (contre-la-montre)
  - 3e étape du Trofeo Karlsberg (contre-la-montre)
  - 3ea étape du Sint-Martinusprijs Kontich (contre-la-montre par équipes)
  - 2ea étape du Tour de Münster juniors (contre-la-montre)
  - 3e du Sint-Martinusprijs Kontich
- 2008
  - Tour de Thuringe :
    - Classement général
    - 5e étape (contre-la-montre)

  -  Médaillé d'argent au championnat du monde du contre-la-montre espoirs
- 2009
  -  Champion d'Allemagne du contre-la-montre espoirs
  -  Médaillé de bronze au championnat du monde du contre-la-montre espoirs

### Palmarès professionnel
| - 2010 - 2e du championnat d'Allemagne du contre-la-montre - 2011 - 1re étape du Tour d'Italie (contre-la-montre par équipes) - Prologue du Ster ZLM Toer - Prologue du Tour du Colorado - 3e du championnat d'Allemagne du contre-la-montre | - 2012 - Prologue du Tour d'Andalousie - 2013 - 2e du championnat d'Allemagne du contre-la-montre |  |

### Résultats sur les grands tours

#### Tour de France
1 participation
- 2012 : 141e

#### Tour d'Italie
5 participations
- 2011 : 138e, vainqueur de la 1re étape (contre-la-montre par équipes)
- 2013 : 69e
- 2014 : 95e
- 2015 : 94e
- 2016 : abandon (13e étape)

#### Tour d'Espagne
1 participation
- 2014 : 126e

### Classements mondiaux
| Année           | 2006 | 2007  | 2008 | 2009 | 2010 | 2011 | 2012 | 2015 | 2016 |
| --------------- | ---- | ----- | ---- | ---- | ---- | ---- | ---- | ---- | ---- |
| UCI World Tour  |      |       |      |      |      |      |      | 191e | nc   |
| UCI Europe Tour | 829e | 1187e | 234e | 394e |      |      | 344e |      |      |

## Palmarès sur piste

### Championnats du monde
- Copenhague 2010
  - 10e de la poursuite par équipes
  - 11e de la poursuite

### Championnats du monde juniors
- 2004
  -  Médaille d'argent de la poursuite par équipes
  -  Médaille de bronze de la poursuite
- 2005
  - 4e de la poursuite par équipes
  - 4e de la poursuite

### Championnats d'Allemagne
- 2005
  -  Champion d'Allemagne de poursuite juniors
  -  Champion d'Allemagne de poursuite par équipes juniors (avec Gert Seifert, Markus Fahnert et Philipp Klein)
- 2009
  -  Champion d'Allemagne de poursuite